# Dirrhagofarsus
Dirrhagofarsus – rodzaj chrząszczy z rodziny goleńczykowatych i podrodziny Melasinae. 

## Morfologia
Chrząszcze o wydłużonym ciele. Mają kulistawą głowę z poprzeczną przepaską gęstego owłosienia na ciemieniu i parą podłużnych żeberek umieszczonych na czole, w pobliżu dużych oczu złożonych. Czułki mogą być od niemal nitkowatych po piłkowane; osadzone są w na przodzie czoła, w oddaleniu od żuwaczek i oczu złożonych. Drugi człon czułków jest zawsze krótszy od czwartego. Przedplecze jest mniej więcej tak długie jak szerokie i ma krawędzie boczne równoległe. Żuwaczki są krótkie, silne i ostro zakończone. Położone na przedtułowiu bruzdy do chowania czułków mają krawędzie równoległe, odgraniczone bocznymi żeberkami. Wierzchołek tarczki jest zaokrąglony. Episternity i epimeryty śródtułowia zlane są ze sobą. Episternity zatułowia są bardzo wąskie, od siedmiu do dziewięciu razy dłuższe niż szerokie i mają niemal równoległe boki. Pokrywy w widoku bocznym odznaczają się silnie wypukłymi wierzchołkami. Płytka bioder tylnej pary odnóży jest pośrodkowo silnie rozszerzona. Odnóża mają smukłe golenie i stopy oraz niezmodyfikowane pazurki. W tylnej ich parze stopy mają człon pierwszy półtora raza dłuższy niż człony od drugiego do czwartego razem wzięte. Odwłok ma widoczne sternity (wentryty) stożkowate, a piąty z nich zaostrzony w widoku brzusznym. Narządy kopulacyjne samca cechuje spłaszczony grzbietobrzusznie, trójpłatowy edeagus. Płat środkowy, czyli prącie jest na szczycie rozdwojony. Paramery (płaty boczne) są nieprzyrośnięte do płytki wentralnej, smukłe i silnie zwężone w częściach wierzchołkowych.

## Biologia i ekologia
Chrząszcze saproksylofagiczne, rozwijające się w gnijącym, wilgotnym, martwym drewnie drzew. Rozwój larwalny przebiega z nadprzeobrażeniem – larwą pierwszego stadium jest nie przyjmujący pokarmu, zdolny do aktywnego ruchu w płynnym środowisku trójpazurkowiec. Kolejne stadia larwalne są już beznogie. Wyrośnięta larwa jest stadium zimującym.

## Rozprzestrzenienie
Rodzaj holarktyczny. W Nearktyce stwierdzono 2 gatunki, a we wschodniej Palearktyce 3 gatunki. W Europie, w tym w Polsce, występuje tylko skrajnie rzadki, klasyfikowany jako krytycznie zagrożony lub zagrożony wyginięciem goleńczyk szczupły.

## Taksonomia
Rodzaj ten wprowadzony został w 1935 roku przez Edmonda Jean-Baptiste’a Fleutiaux jako monotypowy, dla gatunku znanego wcześniej jako Microrhagus lewisi. W 1975 roku Aldo Olexa utworzył nowy rodzaj Attenuorhagus, w którym gatunkiem typowym został goleńczyk szczupły. Takson ten traktowany był także jako podrodzaj w obrębie Rhacopus. W 1993 roku Jyrki Muona zsynonimizował Attenuorhagus z Dirrhagofarsus.
Do rodzaju należy 7 opisanych gatunków:
- Dirrhagofarsus attenuatus (Mäklin, 1845) – goleńczyk szczupły
- Dirrhagofarsus ernae Otto et al., 2014
- Dirrhagofarsus ferrugineus (Reitter, 1889)
- Dirrhagofarsus foveicollis Otto et al., 2016
- Dirrhagofarsus lewisi (Fleutiaux 1900)
- Dirrhagofarsus modestus (Fleutiaux, 1923)
- Dirrhagofarsus unicolor (Hisamatsu, 1960)